# Округ Робертс (Тексас)
Округ Робертс (енгл. Roberts County) је округ у америчкој савезној држави Тексас. По попису из 2010. године број становника је 929.

## Демографија
Према попису становништва из 2010. у округу је живело 929 становника, што је 42 (4,7%) становника више него 2000. године.
| Група             | 2000.       | 2010.       |
| Белци             | 850 (95,8%) | 841 (90,5%) |
| Афроамериканци    | 3 (0,3%)    | 1 (0,1%)    |
| Азијати           | 1 (0,1%)    | 2 (0,2%)    |
| Хиспаноамериканци | 28 (3,2%)   | 74 (8,0%)   |
| Укупно            | 887         | 929         |